# Acanthogobio
Acanthogobio és un gènere de peixos de la família dels ciprínids i de l'ordre dels cipriniformes.

## Taxonomia
- Acanthogobio guentheri (Herzenstein, 1892)[1][2]